# Kloster Altomünster

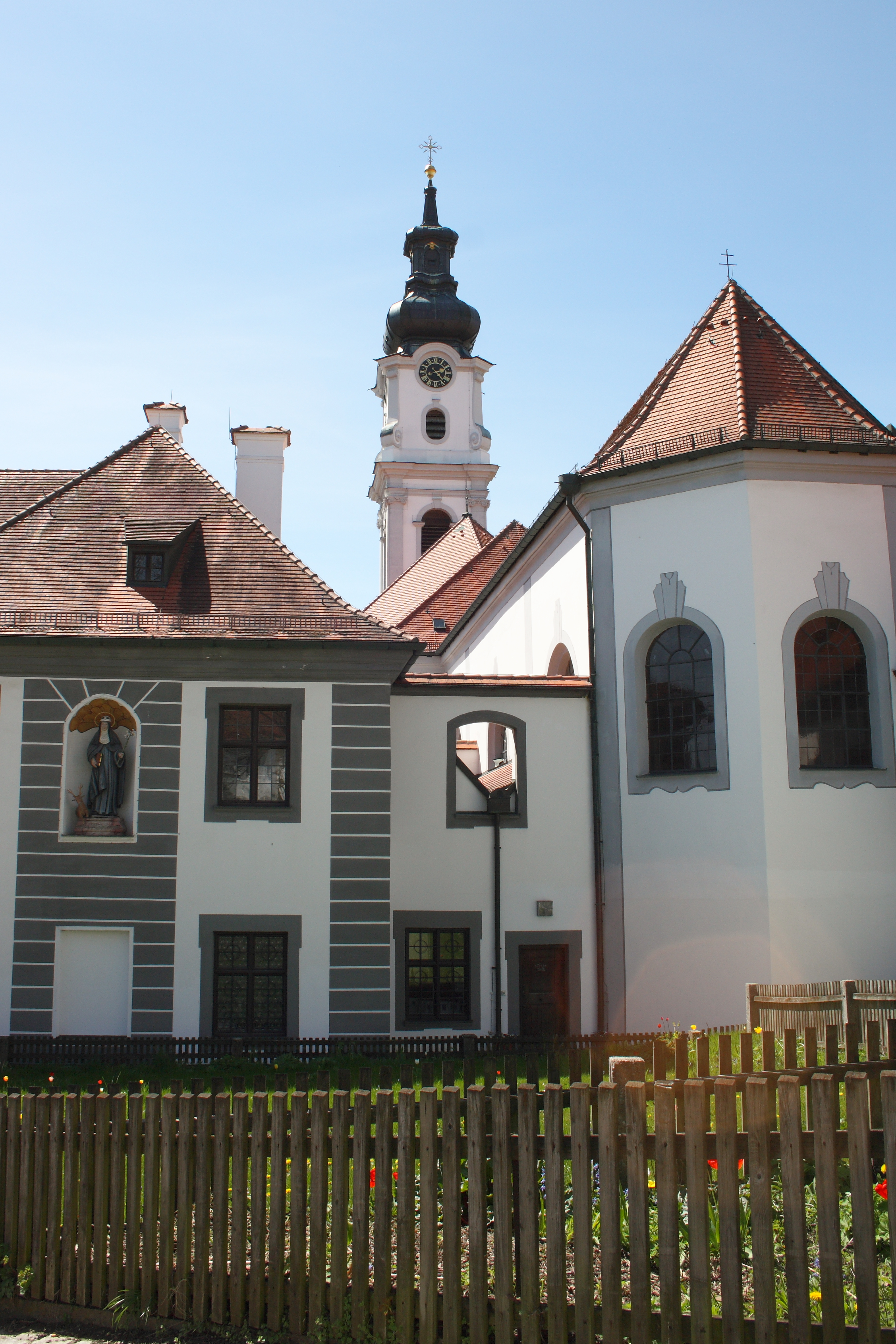
Altomünster, Kloster St. Alto und St. Birgitta

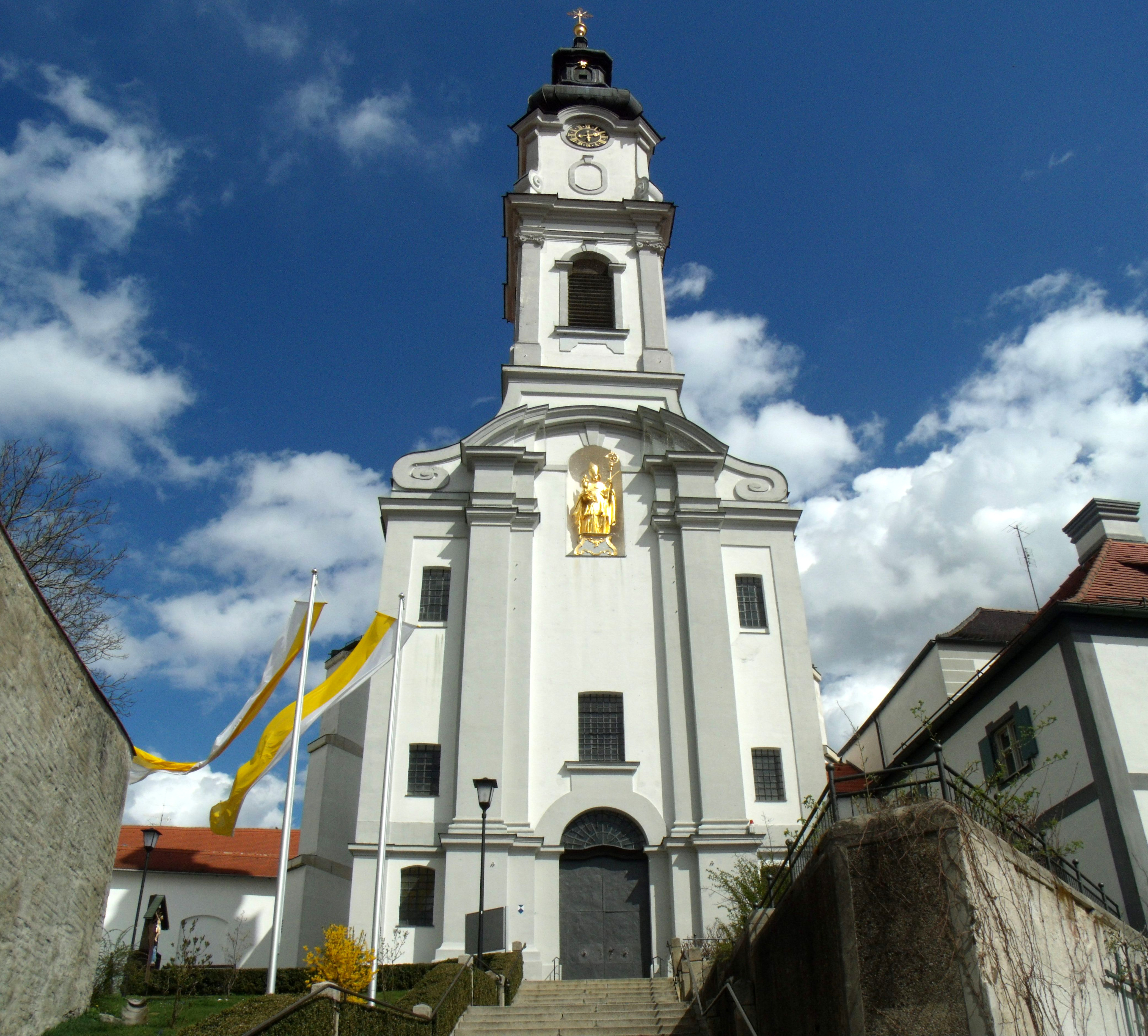
Klosterkirche St. Alto und St. Birgitta (Westseite)

Kloster Altomünster war das einzige Kloster des alten Zweiges des Erlöserordens (Birgittinnen) in Deutschland. Es befindet sich in Altomünster in Bayern in der Diözese München und Freising und ist heute vor allem bekannt durch seine Klosterkirche Sankt Alto und Sankt Birgitta des Baumeisters Johann Michael Fischer.

## Geschichte

### Gründung und Frühzeit
Das Kloster geht auf eine Eremitenzelle des hl. Alto, Mönch irischer Herkunft, vor 760 zurück. Aus der Einsiedelei erwuchs zu einem nicht genau bekannten Zeitpunkt ein den hll. Peter und Paul geweihtes Benediktinerkloster, das um 970 von den Welfen erneuert wurde. 1056 gründete Welf IV. das Benediktinerkloster Weingarten, das mit Mönchen aus Altomünster besiedelt wurde. Die Benediktinerinnen aus dem 1053 abgebrannten Kloster Altdorf bei Weingarten besiedelten im Gegenzug 1056 das Kloster Altomünster.

### Doppelkloster ab 1488
1496–1497 bezog der von der hl. Birgitta von Schweden (1303–1373) begründete Erlöserorden das Kloster, das zwischen 1488 und 1496 nochmals erweitert worden war. Die päpstliche Erlaubnis datiert von 1488, die Stiftungsurkunde des Herzogs von 1496. Bis 1803 blieb das Kloster ein Doppelkloster mit der nun den hll. Alto und Birgitta geweihten Klosterkirche.
Im Jahr 1497 kamen 15 Nonnen und mehrere Priester aus Maria Mai. Schon 1500 wurde Altomünster selbständig. Die Rekrutierungsbasis blieb zunächst wie beim Mutterkloster städtisch. Die ersten vier Äbtissinnen (1500–1530) stammten aus Nürnberg, Nördlingen und Augsburg.
Entscheidend wurde der Eintritt des berühmten Dompredigers von Augsburg, Johannes Hausschein (1482–1531), lateinisch Oekolampadius, der nach kaum zwei Klosterjahren (1520–1522) das Kloster wieder verließ, um als Reformator in Basel zu wirken. Der Freisinger Bischof Philipp von der Pfalz (reg. 1488–1541) hatte den ehemaligen Augustinerprior Johannes Palgmacher (gest. 1542) 1519 nach Altomünster geholt und ihn zum Prior wählen lassen. Unter ihm und der Äbtissin Ottilia Öffler aus Wemding (reg. 1530–1557) festigte sich der Widerstand gegen die Reformation. Später konnten die Beschlüsse des Konzils von Trient durchgeführt werden.
Der Dreißigjährige Krieg brachte dem Kloster großes Leid (Äbtissin Apollonia Wager, reg. 1634–1649). Mit dem Prior Simon Hörmann (reg. 1669–1701) kam ein großartiger pastoraler und religiöser Einsatz im Sinne barocker Frömmigkeit zum Tragen, mit der erneuten Drucklegung der Offenbarungen (1680) und der monastischen Union mit den Birgitten im Rheinland (Generalkapitel von Köln 1675). Der historisch und theologisch bedeutende Prior Jakob Scheckh (reg. 1724–1755) setzte diese Entwicklung fort.
Als weitere bedeutende Persönlichkeit, die vor ihrem Klostereintritt am Münchner Hof unter Ferdinand Maria (reg. 1651–1679) als Hofmalerin tätig war, gilt die malende Nonne Katharina Kreitmayr (1640–1726), deren exzellente Miniaturen bis in Rom aufs höchste geschätzt wurden.
Die Klosterkirche erbaute 1763–1766 Johann Michael Fischer (1692–1766) neu. In den Jahren 1693–1798 versorgten zwei Priester aus Altomünster seelsorgerlich das Haus der hl. Birgitta in Rom.
Johann Michael Fischer begann 1763 mit dem Neubau der bis dahin romanischen Klosterkirche im Stil des späten Rokoko. Er nutzte die Hanglage der Kirche aus, um die baulichen Vorgaben des Erlöserordens geschickt umzusetzen. So entstand ein Zentralbau für die Pfarrgemeinde sowie ein langer, schmaler und hoher Chor mit vier verschiedenen Raumzonen für Nonnen, Mönche, Diözesanpriester und die Ordenspriester anderer Ordensgemeinschaften. Johann Baptist Straub schuf die Altäre und Skulpturen, Joseph Mages die Fresken. Das letzte Großprojekt Fischers (gestorben 1766 in München) wurde von Balthasar Trischberger fertiggestellt.

### Säkularisierung ab 1803
Im Jahre 1803 wurde das Kloster Altomünster im Zuge der Säkularisation aufgelassen. Mit der Aufhebung verlor das Kloster Besitz und Bibliothek, die Nonnen verblieben jedoch ohne Klostergelübde in ihren Gebäuden.
König Ludwig I. (1786–1868, reg. 1825–1848) erlaubte 1841 der auf vier Nonnen zusammengeschmolzenen Gemeinschaft, wieder Novizinnen aufzunehmen. Die Blüte der folgenden 90 Jahre ruhte auf einer vorwiegend ländlichen Rekrutierungsbasis. Über die Jahrhunderte beherbergte Altomünster im Durchschnitt um die 30 Nonnen und 15 Priester und Brüder, letztere nur bis 1803.

### 20. Jahrhundert
Die nationalsozialistische Haltung ab 1933 zu Religion und Glaube brachte die Klostereintritte zum Stillstand. Noch während des Zweiten Weltkriegs lebten im Kloster 59 Nonnen, 1947 sogar 62, in den Jahrzehnten danach nahm die Zahl der Nonnen jedoch stark ab. Der kleine Konvent führte zuletzt ein Gästehaus der Erzdiözese München und Freising.
Seit 1997 befindet sich neben dem Kloster das Museum Altomünster mit einer Dauerausstellung zur Geschichte des Erlöserordens und des Klosters.

### Auflösung des Klosters
Im Dezember 2015 gab der Vatikan bekannt, dass das Birgittinnenkloster, in dem zuletzt nur noch die frühere Priorin Sr. Apollonia Buchinger lebte, aufgelöst werden solle. Die Kongregation für die Institute geweihten Lebens beauftragte die Franziskanerin Gabriele Konrad aus dem Kloster Schönbrunn als apostolische Kommissarin mit der Schließung des Klosters. Nach der Erstellung eines Inventurberichts wurde am 17. Januar 2017 die Auflösung des Klosters vollzogen, Rechtsnachfolger des Birgittenordens wird die Erzdiözese. Sr. Apollonia verließ das Kloster im Februar 2017. Eine Anwärterin, die als Postulantin in den Konvent eintreten wollte, weigerte sich mit Klagen gegen ihren Auszug aus dem Kloster. Den Bescheid des Landratsamtes Dachau, es bestehe kein ausreichender Brandschutz, wies das Verwaltungsgericht München allerdings am 15. Februar 2018 auf Antrag der Anwärterin, die auch Juristin ist, zurück und beschloss ein vorläufiges Ruhen des Verfahrens. Als ihr die Erzdiözese Anfang April 2018 mitteilte, dass das oberste Gericht der Apostolischen Signatur im Vatikan die Auflösung des Klosters endgültig bestätigt habe und sie zum Auszug verpflichtet sei, verließ sie Ende April das Kloster.

### Äbte und Äbtissinnen
Bis zum Birgittenkloster sehr lückenhaft. Quelle
Urkloster St. Alto
- Wolfdregi (unsicher)

Benediktinerkloster
- Ruodolf, um 1025
- Eberhard
- Hiltpold
- Heinrich, 1047

Benediktinerinnenkloster
- Hiltrud I.
- Euphemia, † 1180
- Gisela
- Hiltrud II., 1253, 1261
- Luitgard, 1281, 1282
- Ottilia von Pullenhausen, 1305, 1315
- Anna I. von Hohenkirchen, 1378
- Elisabeth, 1378, 1404
- Catharina von Eisolzried, 1408, 1417
- Diemud
- Brigida Danielin, 1425, 1431
- Anna II. Geisenhauserin, 1435
- Agnes Reickerin, 1435, 1469

Administratoren:
- Hans Scharrer von Scharrn, 1474, 1485
- Martin Prandt, 1485
- Wolfgang Sandizeller, 1488–1496

Birgittenkloster
Vorsteherinnen:
- Anna Hutter, 1496–1498
- Christina Weigl, 1498–1499

Äbtissinnen:
1. Ursula Klöbl, 1499–1503
2. Anna Hutter, 1503–1512
3. Ursula Klöbl, 1512–1519
4. Catharina Örtl, 1519–1530
5. Ottilia Öfferl, 1530–1537(?)[13]
6. Maria Petscherer, 1537(?)–1563
7. Barbara Steudl, 1563–1570
8. Catharina Plaicher, 1570–1582
9. Anna Preuß, 1582–1604
10. Anna Diether, 1604–1618
11. Anna Mayr, 1618–1634
12. Apollonia Wagner, 1634–1649
13. Magdalena Karl, 1649–1669
14. Birgitta Stöbler, 1669
15. Febronia Körnl, 1669–1676
16. Clara Reischl, 1676–1704
17. Candida Schraivogl, 1704–1715
18. Rosa Kögl, 1715–1745
19. Candida Schmid, 1745–1758
20. Victoria Hueber, 1758–1790
21. Josepha Magg, 1790–1791
22. Generosa Hibler, 1791–1823

## Architektur
Die Kirche liegt auf einer Anhöhe. Man betritt sie durch ein Tor unter dem Turm. Von einem Vorraum aus gehen links und rechts Seitenkapellen ab (links Ölbergszene, Kriegerdenkmal, mit Resten des Karners und Epitaphien; rechts Lourdesgrotte mit Brunnen der Altoquelle). Über Stufen gelangt man geradeaus in den achteckigen Hauptraum. Der Hauptraum ist mit Stuck aus dem Rokoko ausgestattet, dem Deckenfresko von Joseph Mages (mit Dreifaltigkeitsdarstellung in der Mitte), und den beiden Seitenaltären von Johann B. Straub (links der hl. Augustinus, rechts der hl. Alto). Die Orgel, über dem Eingang, wurde unter Verwendung der erhaltenen alten Register 1986 neu gebaut.
Zwischen dem Hauptraum und dem Chor ist der Beichtraum, in dem sich die Beichtstühle befinden. In diese konnten die Mönche von außen gelangen, ohne die Klausur zu verlassen. Im ersten Stock befindet sich ein Umgang und der nicht zugängliche Nonnenchor. Der Hauptaltar ist nochmals höher gelegen und darüber ein zweiter abermals erhöhter Hochaltar. Hinter dem Hochaltar befindet sich der frühere Mönchschor, der nicht allgemein zugänglich ist.

## Bibliothek und Archiv
Zur Zeit der Säkularisation umfasste die Klosterbibliothek 3.400 Bände. Über 60 Handschriften und knapp 1.200 Inkunabeln daraus kamen in den Besitz der Kurfürstlichen Hofbibliothek, der heutigen Bayerischen Staatsbibliothek in München, die damals für weniger bedeutend gehaltenen Werke in den Besitz der heutigen Universitätsbibliothek der LMU München. 200 Bände der Klosterbibliothek wurden an verschiedene bayerische Lateinschulen verteilt. Das Archiv des dann 1841 wieder errichteten Konvents besaß jedoch eine Anzahl liturgischer Handschriften, darunter ca. 30 Prozessionalien, aus dem 15. Jahrhundert. 2015 fanden sich hier zahlreiche illuminierte Handschriften aus anderen Birgittenklöstern, die längst aufgelöst sind und ihre Nachlässe nach Altomünster verfügten. Derzeit (2016) wird das Archiv gesichtet und Archiv- und Bibliotheksbestände getrennt. Nach der Auflösung des Klosters im Januar 2017 sollen in Absprache mit der Bayerischen Staatsbibliothek bis 2018 alle Werke der Klosterbibliothek bis zum Erscheinungsjahr 1803 digitalisiert und online zugänglich gemacht werden.

## Altoquelle

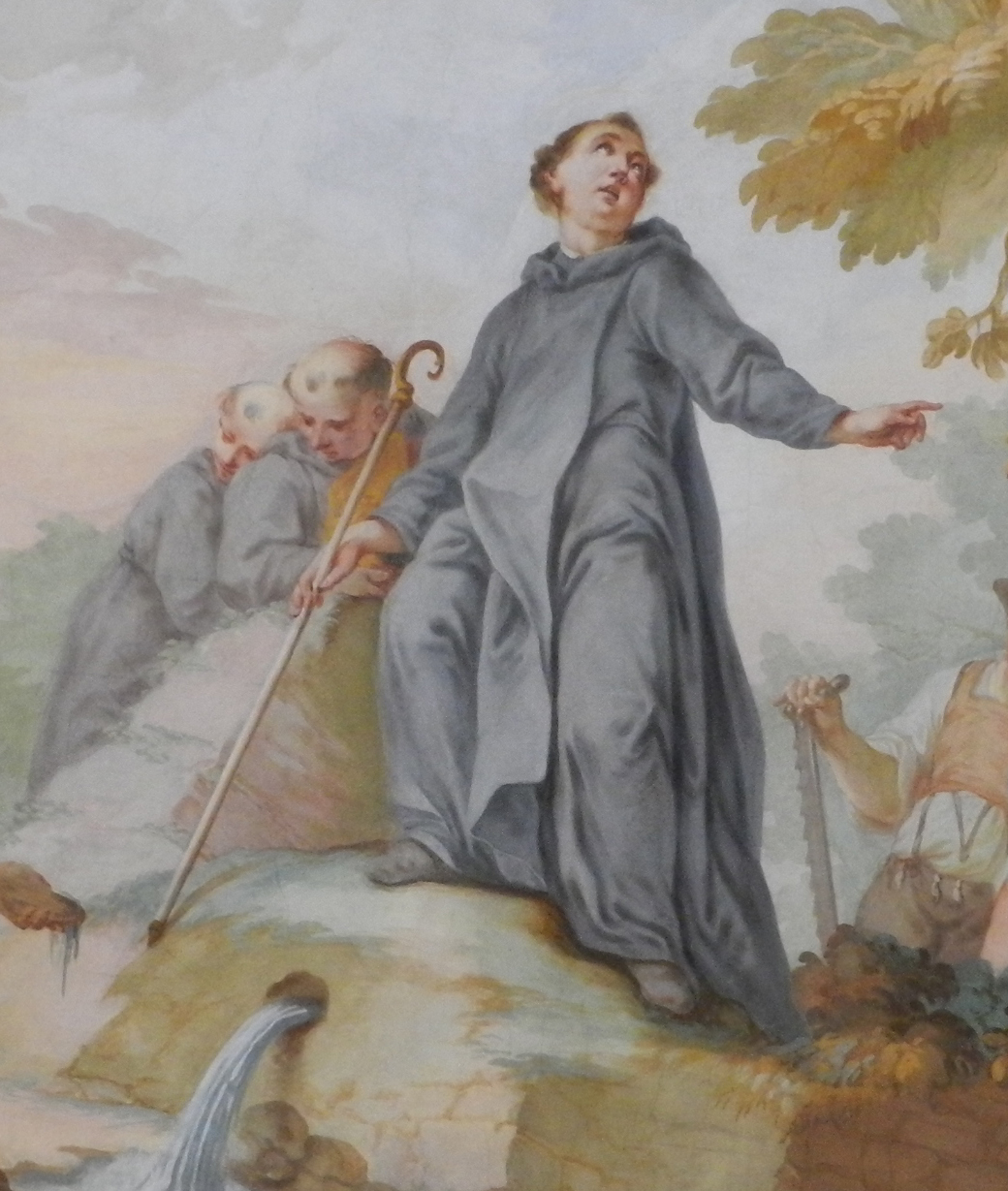
Der heilige Alto erweckt die Altoquelle. Deckenfresko-Ausschnitt von Joseph Mages um 1770

Die „echte“ Altoquelle entspringt unter dem rechten Seitenaltar der Klosterkirche und speist auch im Winter u. a. den Brunnen in der Kirche, den Brunnen im Altohof und den Marktbrunnen am Marktplatz.

## 7-Klöster-Weg
Das Kloster ist auch eine Station des 7-Klöster-Wegs, eines Radwegs, der sieben bestehende oder ehemalige Klöster im Dachauer und Wittelsbacher Land miteinander verbindet. Die Klöster sollen durch diesen 100 km langen Radweg wieder ins Bewusstsein gerufen und erfahrbar werden. Die sieben Klöster sind: Kloster Schönbrunn in Röhrmoos, Kloster Weichs, Kloster Indersdorf, Kloster Petersberg, Kloster Altomünster, Kloster Maria Birnbaum in Sielenbach und Kloster Taxa bei Odelzhausen.

## Bildergalerie

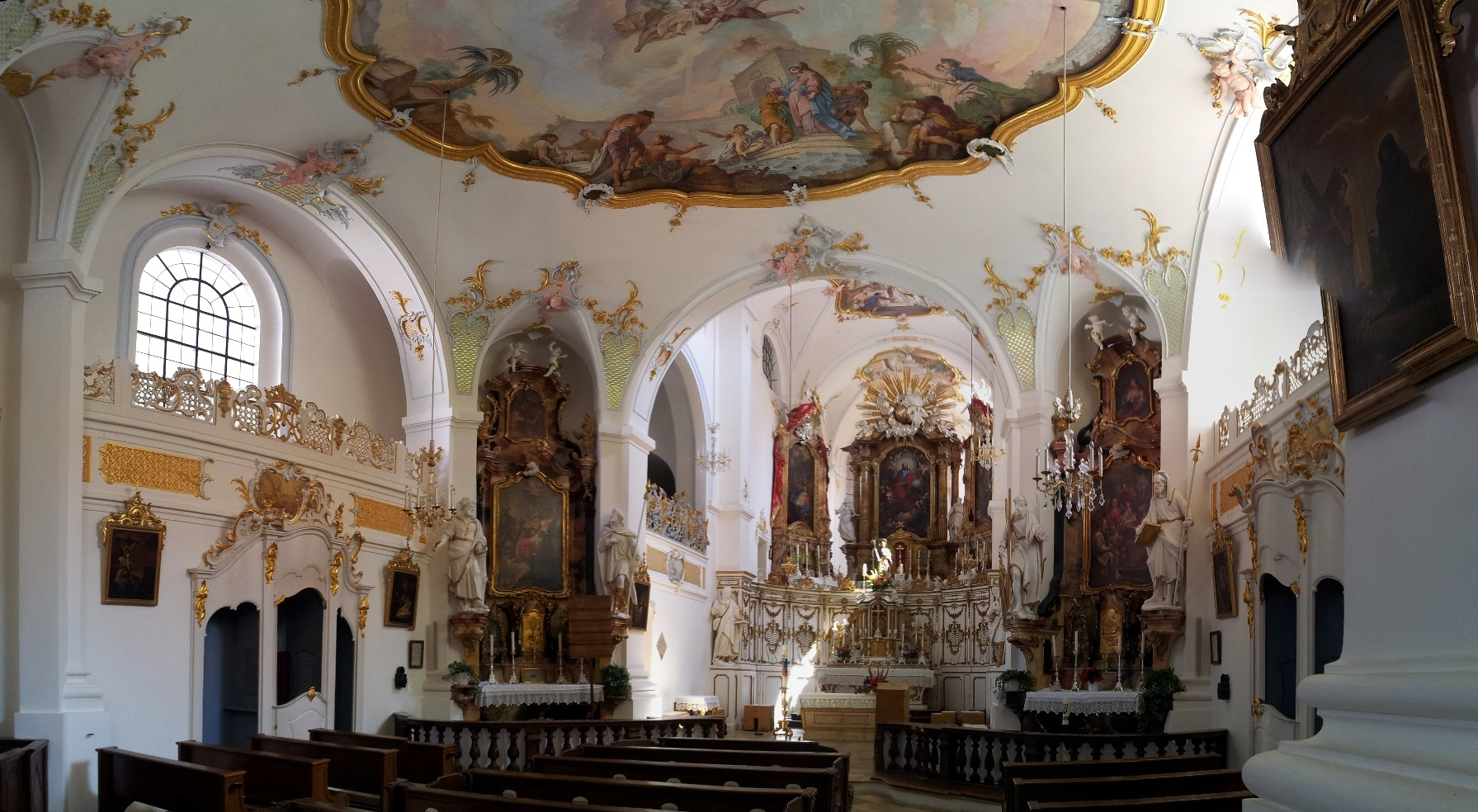
Klosterkirche: Blick zum Chor
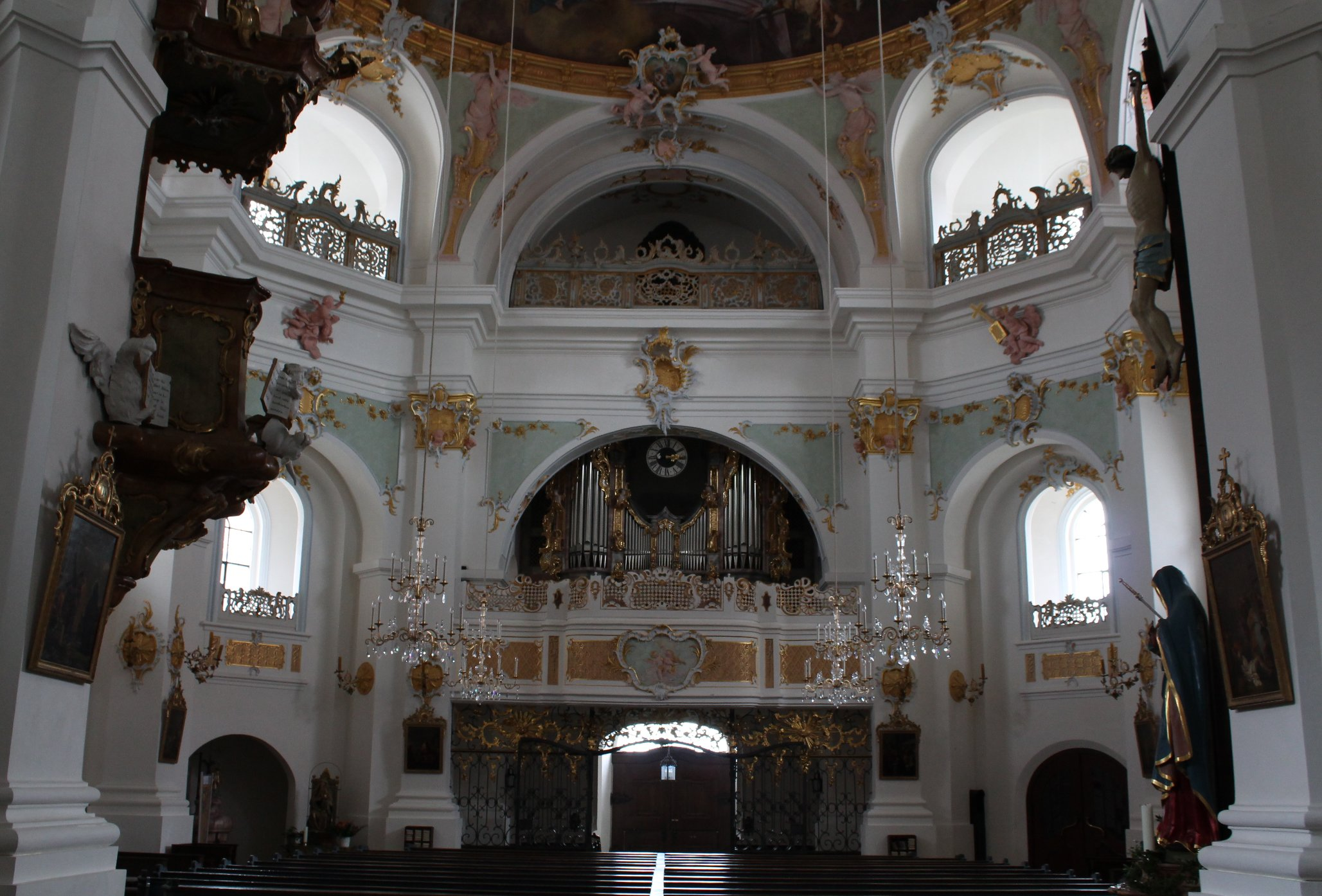
Klosterkirche: Orgel
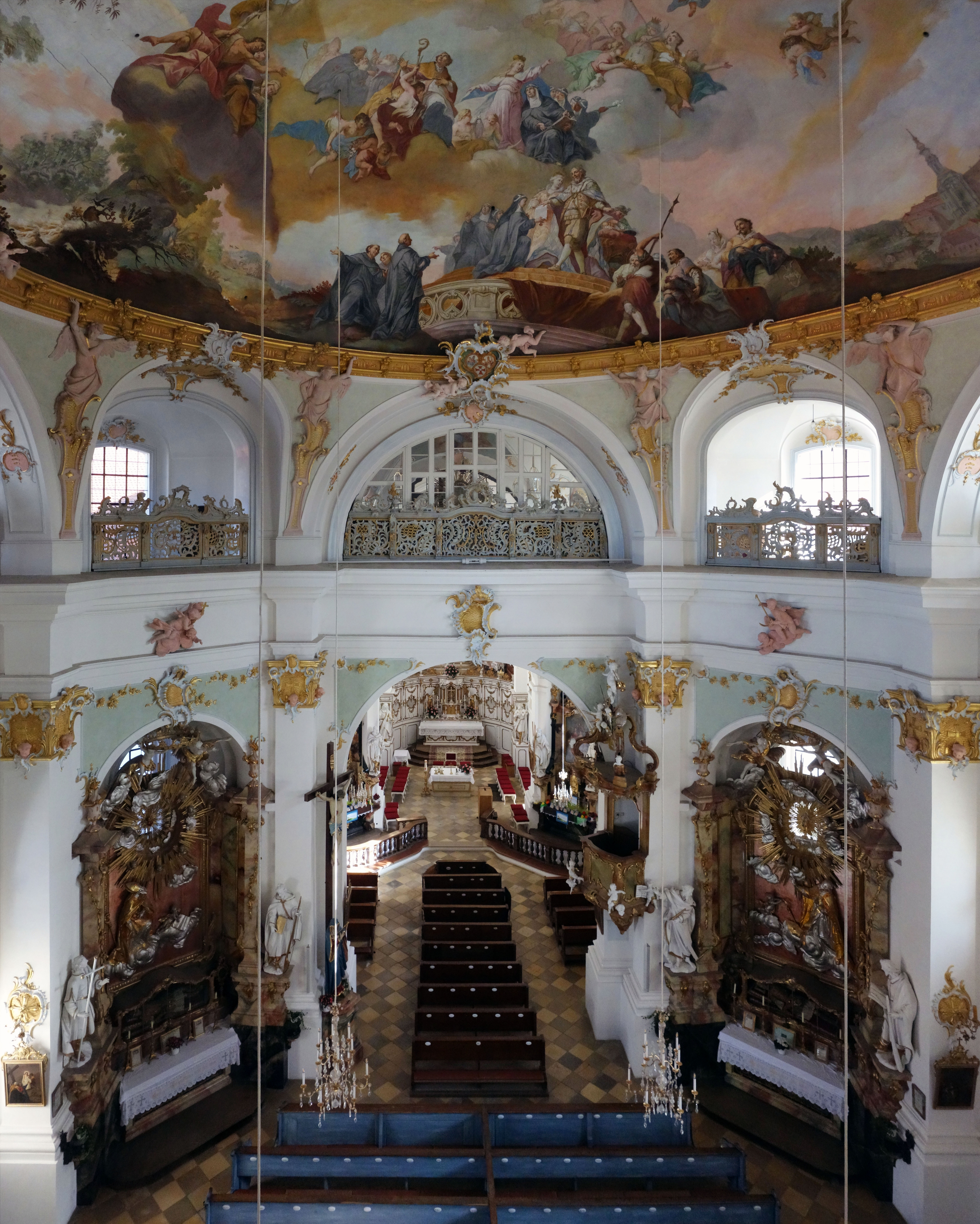
Innenraum, Sicht von Galerie zum Hauptaltar
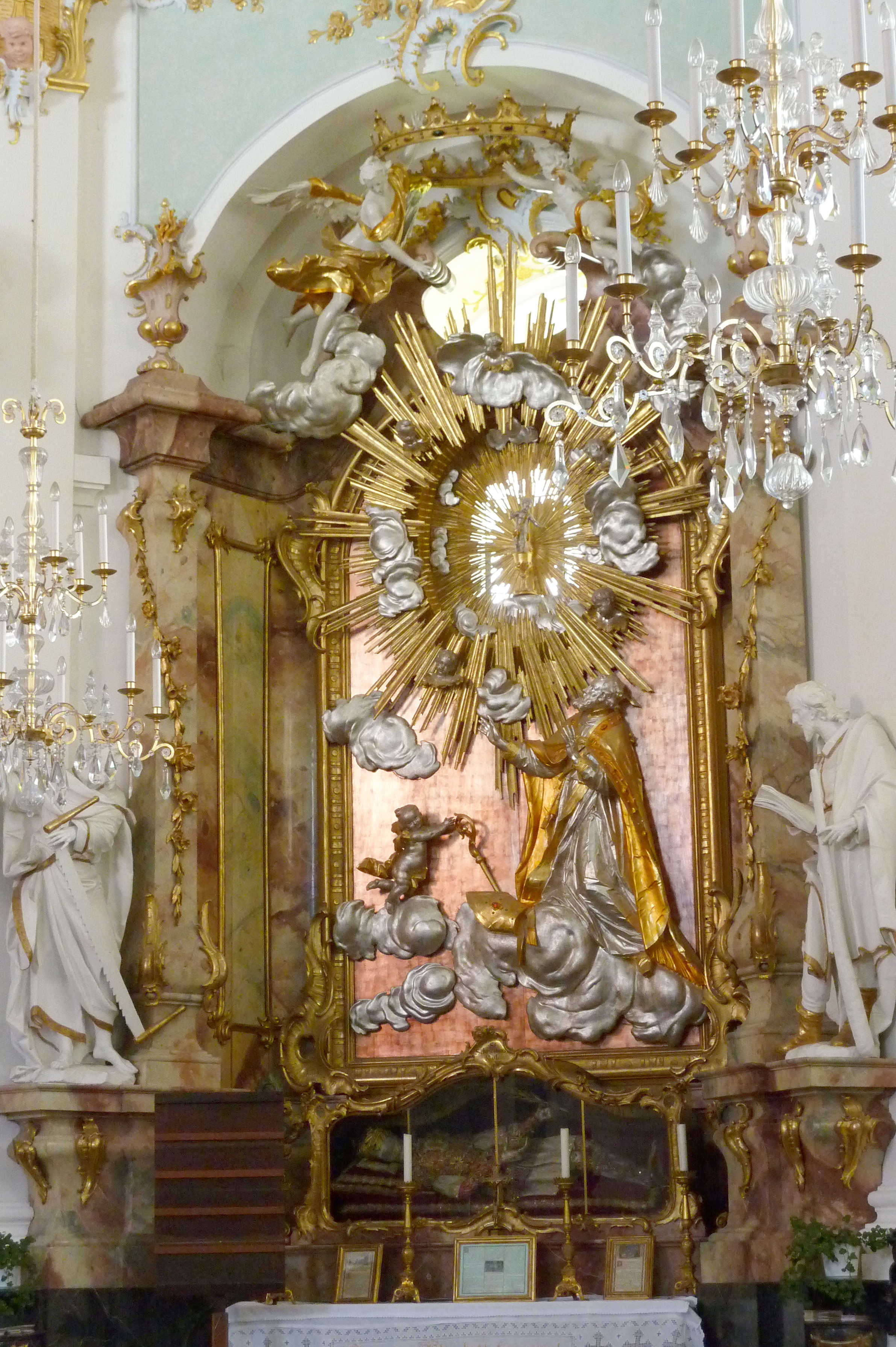
Klosterkirche: Altoaltar
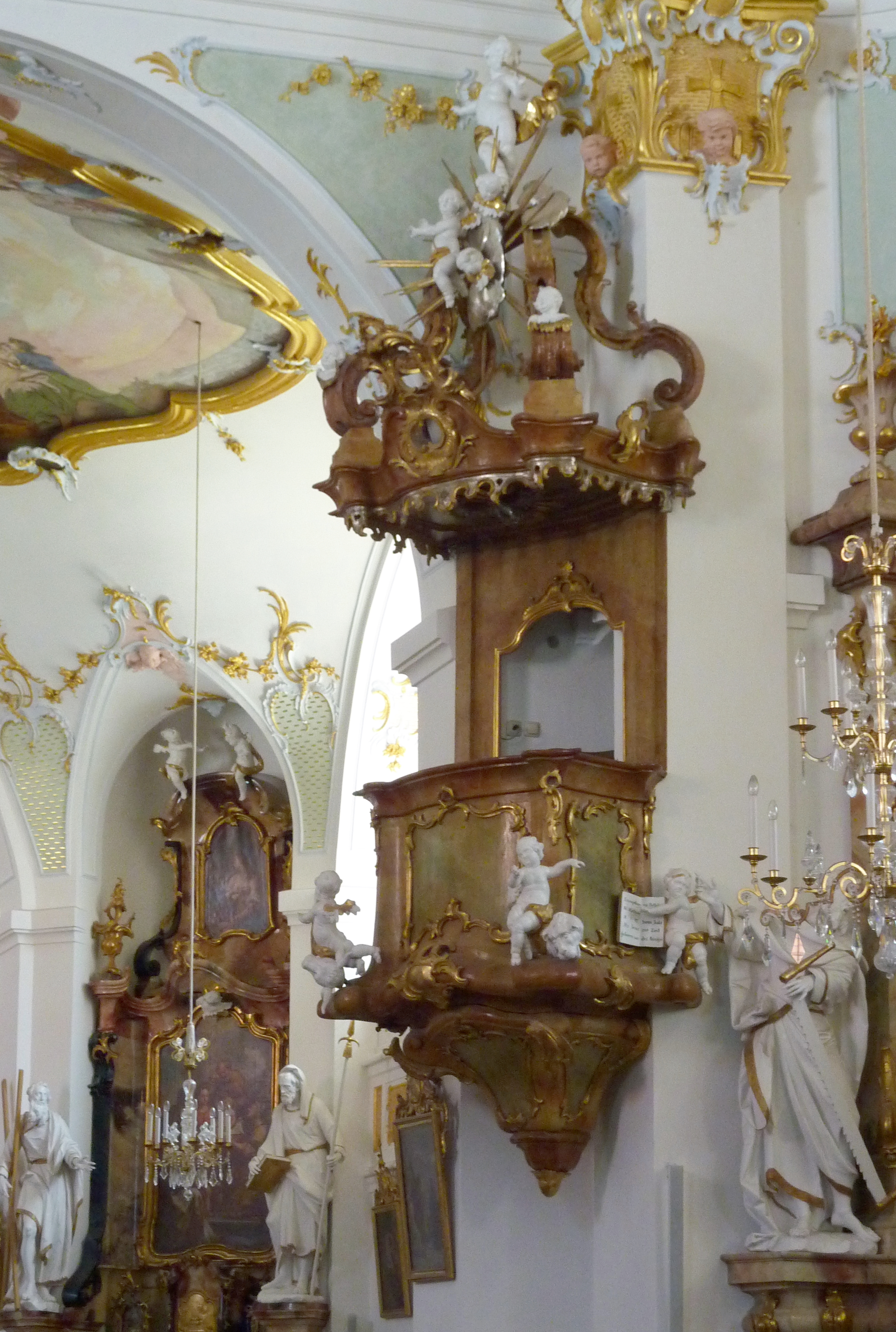
Klosterkirche: Kanzel
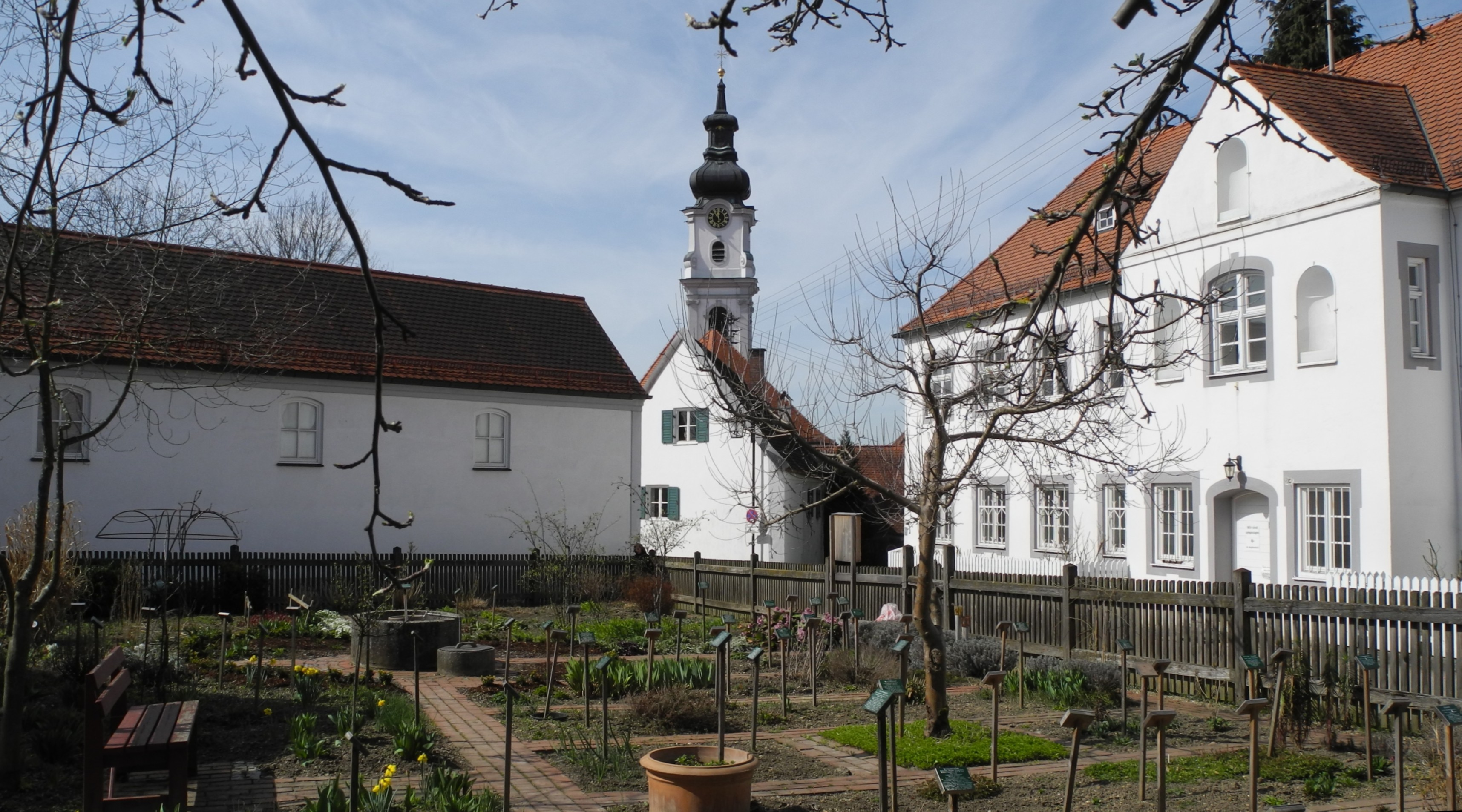
Kräutergarten des Klosters
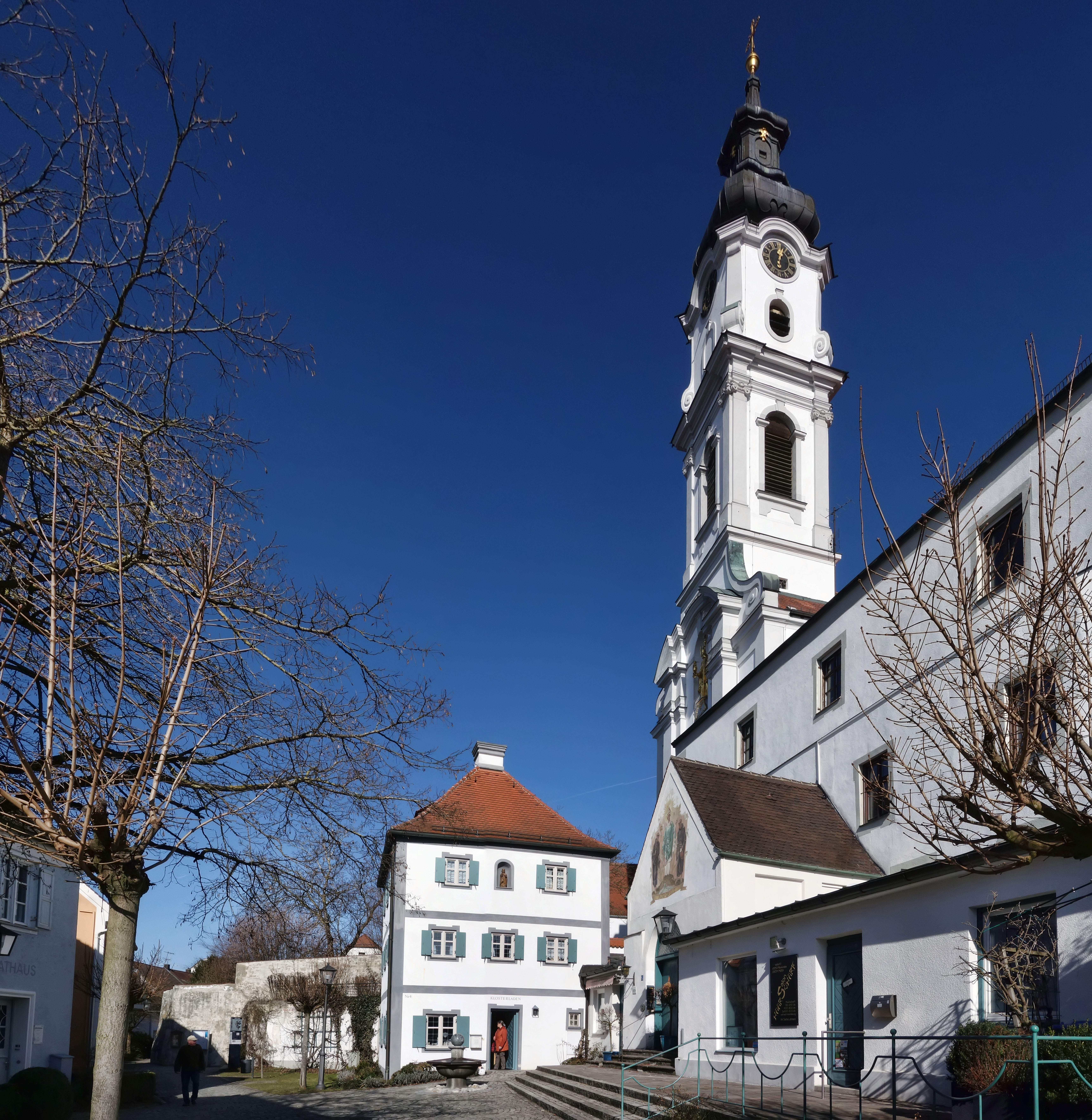
Klosterkirche mit Klostergebäuden